# Persicaria vivipara
Persicaria vivipara es una especie de planta herbácea de la familia Polygonaceae. 

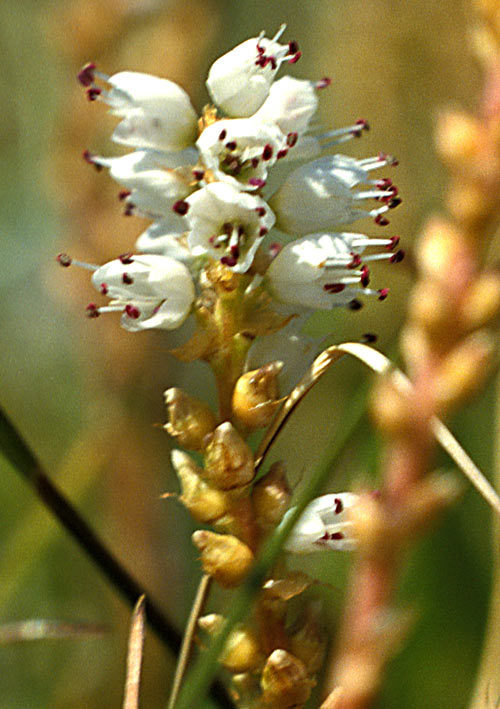
Inflorescencia

## Descripción
Alcanza un tamaño de hasta 15 cm de altura, con un rizoma grueso. Los hojas son basales y alargadas, elípticas, con tallos largos, las superiores son lineales y sin pecíolos. Las flores son de color blanco o rosa en la parte superior de la espiga; las inferiores se sustituyen por bulbillos. Las flores rara vez producen semillas viables y la reproducción es normalmente por los bulbillos. Muy a menudo una pequeña hoja se desarrolla cuando el bulbillo todavía está unido a la planta madre. Los bulbillos son ricos en almidón y son el alimento preferido por la perdiz nival y los renos, y también se utiliza ocasionalmente por la gente del Ártico.

## Distribución y hábitat
Es una especie común en todo el Ártico. Se extiende más al sur, en zonas de alta montaña como loa Alpes, Cárpatos, Pirineos, Cáucaso y la meseta del Tíbet.
Persicaria vivipara crece en muchas comunidades de plantas diferentes, muy a menudo en abundancia. Al igual que con muchas otras plantas alpinas, Persicaria vivipara es de crecimiento lento, con una hoja individual o inflorescencia que tarda 3-4 años para alcanzar la madurez desde el momento en que se forma.

## Taxonomía
Polygonum viviparum fue descrita por (Carlos Linneo) y transferida a Persicaria por Ronse Decr. y publicado en Botanical Journal of the Linnean Society 98(4): 368. 1988.
Sinonimia
- Bistorta americana Raf.
- Bistorta insularis (Maximova) Soják
- Bistorta macounii (Small) Greene
- Bistorta vivipara (L.) Delarbre
- Bistorta vivipara (L.) Gray
- Bistorta vivipara subsp. fugax (Small) Soják
- Bistorta vivipara subsp. macounii (Small ex Macoun) Soják
- Bistorta vivipara f. ramosa Nakai
- Bistorta vivipara var. roessleri (Beck) F.Maek.
- Colubrina vivipara (L.) Montandon
- Polygonum bulbiferum Royle ex Bab.
- Polygonum fugax Small
- Polygonum macounii Small
- Polygonum viviparum L. basónimo
- Polygonum viviparum var. macounii (Small) Hultén[3]

## Nombres comunes
- Castellano: bistorta vivípara, polígono vivíparo, suelda coloradilla.[4]